# Leucania hartii
Leucania hartii är en fjärilsart som beskrevs av Gordon J. Howes 1914. Leucania hartii ingår i släktet Leucania och familjen nattflyn. Inga underarter finns listade i Catalogue of Life.